# رويسجا
بلدية رويسجا (بالإسبانية: Ruesga)‏، هي إحدى بلديات منطقة كانتابريا, المصنفة على أنها مقاطعة أيضاً، في شمال إسبانيا.
يبلغ عدد سكانها 1.188 نسمة وفقاً لإحصائية سنة (2002).